# Mathabiso Lepono
Mathabiso Lepono, née en 1942, est une femme politique mosotho, au Lesotho. 
Elle est ministre de l'Environnement, du genre et de la jeunesse pendant quatre ans, de 1998 à 2002, dans le gouvernement du Premier ministre Pakalitha Mosisili. Elle est ensuite pendant dix ans ministre du genre, de la jeunesse et des sports. 
En tant que ministre du genre, elle fait progresser les droits des femmes en supprimant le pouvoir conjugal des hommes sur leurs épouses, donnant plus de droits aux femmes et criminalisant le viol conjugal.

## Biographie

### Jeunesse, formation
Mathabiso Angeline Lepono naît en 1942 au village de Thibella, dans le district de Maseru au Lesotho,.
Elle est la fille d'une employée de maison qui, à cause de la politique de l'apartheid, ne peut pas la garder auprès d'elle. Mathabiso passe son enfance chez divers parents à travers l'Afrique du Sud, de Klerksdorp à Orlando. Elle est confrontée à des abus dans certaines familles d'accueil.
Mathabiso fréquente l'école de Martin de Porres en Afrique du Sud. Après avoir terminé ses études primaires en 1957, elle retourne au Lesotho avec sa mère,. Au Lesotho, elle trouve un emploi d'assistante dans un hôpital. Ses responsables l'inscrivent au lycée Saint Etienne à Mohale's Hoek, le financement de ses études étant assuré par son responsable professionnel et par l'un de ses professeurs. Sa première introduction à la politique a eu lieu à cette époque, lorsqu'elle rejoint le Congrès africain du Basutoland en tant que jeune membre.
Elle bénéficie en 1966 d'une bourse d'études pour étudier à l'étranger, mais elle doit choisir entre le mariage et la poursuite des études. Elle choisit d'épouser Ntate Lepono, qui lui permet de poursuivre ses études à Lerotholi Polytechnic, à Maseru. Elle renonce finalement en raison de difficultés financières.

### Carrière politique
Mathabiso Lepono entre en politique comme membre du parti du Congrès du Lesotho pour la démocratie. Elle y dirige un moment la ligue des femmes,.
Elle rejoint pour la première fois en 1999 le gouvernement du Premier ministre Pakalitha Mosisili, en tant que ministre de l'environnement, du genre et de la jeunesse,. Elle demande en 2002 à être déchargée du domaine environnemental pour devenir ministre du genre, de la jeunesse et des sports,,,.
Comme ministre du genre, Mathabiso Lepono fait adopter la loi de 2006 sur la capacité juridique des personnes mariées, qui supprime le pouvoir conjugal des hommes sur leurs épouses et accorde davantage de droits aux femmes mariées, ainsi que la loi de 2003 sur les crimes sexuels, qui reconnait le viol conjugal comme un crime, entre autres dispositions,.
Elle est en 2011 l'une des sept femmes membres du gouvernement, avec Mamphono Khaketla, Mannete Ramaili, Maphoka Motoboli (en), Mphu Keneileo Ramatlapeng (en), Mpeo Mahase-Moiloa et Pontso Suzan Matumelo Sekatle (en).
Début 2012, elle quitte le parti aux côtés de Mosisili pour former le parti du Congrès démocrate,. Elle choisit ensuite de ne pas se présenter aux élections générales de 2012, se retirant cette année-là de ses fonctions publiques,.
Pendant plus d'une décennie, jusqu'à sa retraite en 2012, elle est députée à l'Assemblée nationale du Lesotho, représentant la circonscription de Likhoele dans le district de Mafeteng,.
En tant que femme politique, Mathabiso Lepono est connue à la fois pour l'énergie de ses discours et pour sa réaction aux conflits politiques,,. Elle reste impliquée dans la politique du Congrès démocrate depuis la fin de ses fonctions.